# 울트라 핸드
울트라 핸드는 닌텐도가 1960년대에 제조한 장난감이다. 후에 게임보이를 설계한 요코이 군페이가 1966년에 고안한 작품이다.

## 개요
울트라 핸드는 플라스틱 대를 교차해 팬터그래프 원리로 작동한다. 한쪽 끝에는 가위 모양의 손잡이가 달려있어 손잡이를 좁히면 장난감이 연장된다. 반대쪽에는 그릇 모양의 집게가 있어 울트라 핸드가 완전히 연장됐을 경우 사이의 물건을 집는 형태로 되어있다.
울트라 핸드는 1966년 요코이 군페이가 설계했다. 출시 당시 판매량은 100만 대 이상으로 닌텐도의 재정난을 해결하는 데 결정적인 공로를 세웠다.

## 매체 등장
2009년 클럽 닌텐도 회원 전용으로 발매된 Wii웨어 게임 《Wii로 울트라 핸드》로 게임화됐다.
그 외 울트라 핸드는 닌텐도의 비디오 게임들에서 등장한다.
| 연도 | 제목                            | 설명                                   |
| ---- | ------------------------------- | -------------------------------------- |
| 2003 | 메이드 인 와리오                | 미니게임                               |
| 2004 | 마리오 테니스 GC                | 와리오의 파워 샷 연출로 등장           |
| 2012 | 튀어나와요 동물의 숲            | 구입가능한 장식품                      |
| 2014 | 마리오 카트 8                   | '마리오 서킷' 코스에서 장식품으로 등장 |
| 2015 | 젤다의 전설 무쥬라의 가면 3D    | 폭탄 상점의 장식품                     |
| 2022 | 스플래툰 3                      | 상점주인 펄시의 도구로 등장            |
| 2023 | 젤다의 전설 티어스 오브 더 킹덤 | 링크 능력 '울트라 핸드'의 기원         |

## 같이 보기
- 러브 테스터
- 울트라 머신
- 컬러 TV 게임
- 닌텐도 제품 목록

## 참조

### 주해
1. ↑  영어: Ultra Hand, 일본어: ウルトラハンド